# Lycaste longipetala
Lycaste longipetala (Ruiz & Pav.) Garay (1962), es una especie de orquídea de hábito terrestre o epífita, originaria de Sudamérica.

## Características
Es una especie de orquídea gran tamaño, variable, que prefiere clima frío, epífita, terrestre o litófita con un gran número de pseudobulbos ampliamente oblongo-cilíndricos u ovoides, comprimidos, rugoso con la edad y basalmente envueltos por una vaina foliácea, tiene  de 2 a 3 hojas apicales, caducas, con largo peciolo, oblongo-elípticas u oblongo-lanceoladas, agudas o acuminadas  que florecen en el otoño y la primavera, en una inflorescencia basal, erecta, generalmente unas pocas flores a la vez, alcanza los 30 cm de largo, la  flor es de 17.5 cm de longitud se producen en una inflorescencia desde el maduro pseudobulbo y tiene unas pocas, grandes, sueltas y  tubulares brácteas.

## Distribución y hábitat
Se encuentra en Colombia, Ecuador, Perú y Venezuela como una epífita, terrestre o litófita sobre terraplenes en empinadas laderas con luz parcial del sol en las elevaciones de 1000 a 3000 metros.

## Sinonimia
- Maxillaria longipetala Ruiz & Pav. (1798) (Basionymum)
- Dendrobium longipetalum (Ruiz & Pav.) Pers. (1807)
- Maxillaria gigantea Beer (1854)
- Lycaste gigantea Lindley 1843;
- Maxillaria heynderyexii E. Morren 1845;[1]